# Callia
Callia är ett släkte av skalbaggar. Callia ingår i familjen långhorningar.

## Dottertaxa tillCallia, i alfabetisk ordning[1]
- Callia albicornis
- Callia ambigua
- Callia annulata
- Callia argodi
- Callia axillaris
- Callia azurea
- Callia batesi
- Callia bella
- Callia bicolor
- Callia boliviana
- Callia chrysomelina
- Callia comitessa
- Callia criocerina
- Callia cyanea
- Callia divisa
- Callia flavipes
- Callia fulvocincta
- Callia gallegoi
- Callia guyanensis
- Callia halticoides
- Callia leucozonata
- Callia lineatula
- Callia lissonota
- Callia lycoides
- Callia marginata
- Callia metallica
- Callia paraguaya
- Callia potiaiuba
- Callia pulchra
- Callia punctata
- Callia purpureipennis
- Callia rubristerna
- Callia simplex
- Callia tomentosa
- Callia tristis
- Callia xanthomera